# Thaumatogelis robustus
Thaumatogelis robustus är en stekelart som först beskrevs av André Seyrig 1926.  Thaumatogelis robustus ingår i släktet Thaumatogelis och familjen brokparasitsteklar. Inga underarter finns listade i Catalogue of Life.